# Хуан де Борха и Кастро
Хуан де Борха и Кастро (исп. Juan de Borja y Castro, I conde de Mayalde; 1533 — 30 сентября 1606) — испанский дворянин, дипломат и военный из дома де Борха, 1-й граф де Маяльде, 1-й граф де Фикальо (с 1599 года).

## Биография
Родился в 1533 году в Бельпуче (Каталония). Третий сын Франсиско де Борха и Арагон (1510—1572), 4-го герцога де Гандия, и Леонор де Кастро Мелло и Менесес (1512—1546).
В 1539—1543 годах Хуан с семьей проживал в Барселоне, когда его отец служил наместником Каталонии. Позднее он переехал в Гандию, когда его отец получил титул 4-го герцога де Гандия.
Хуан получил образование среди иезуитов в Университете Гандии. В 1548 году он был принят в Орден Сантьяго, который к тому времени находился под прямым контролем испанской монархии.
После смерти матери в 1546 году, с 1550 по 1551 год он сопровождал отца в Рим, где тот собирался присоединиться к иезуитам. С ним он вернулся в Оньяти, откуда Хуан затем продолжил обучение в престижном университете Алькала-де-Инарес.
Поступив на службу к Филиппу II Испанскому в качестве сотрудника двора принца Карлоса, он стал солдатом в Гипускоа, где под командованием вице-короля Наварры Веспасиано I Гонзаги принял участие в обороне провинции от французов во время Итальянских войн.
Его дипломатическая карьера началась в 1569 году, когда он был отправлен в Португалию в качестве заместителя посла Фернандо Каррильо Муньиса де Годоя и Валенсуэлы. Там он работал посредником между двором Себастьяна Португальского и Маргаритой Валуа. Ему не удалось отговорить португальского короля от его экспедиции в Северную Африку, которая состоялась в 1578 году с предсказуемо катастрофическими результатами.
В 1576 году он отправился в Прагу в качестве испанского посла к Рудольфу II, императору Священной Римской империи. Он занимал эту должность до 1581 года, того же года, когда он опубликовал свое единственное известное литературное произведение «Empresas Morales».
После возвращения в Испанию Хуан де Борха был назначен главным мажордомом Марии Австрийской, и занимал эту должность до 1603 года. В знак признания его заслуг перед государством Филипп II даровал ему титул 1-го графа Маяльде. Во время правления Филиппа III Испанского он наладил отношения с герцогом Лерма, который был его племянником. Там он был назван графом Фикальо и президентом Совета Португалии, а также члена Государственного совета Испании.

## Смерть и наследие
Хуан де Борха скончался в возрасте 73 лет в сентябре 1606 года, став жертвой несчастного случая, который произошел, когда корзина для носилок, в которой его несли, из-за его страданий от подагры, упала с лестницы в Эль-Эскориале. Его тело было первоначально похоронено в Императорском колледже Мадрида до 1613 года, когда оно было перенесено в церковь Святого Роха в Лиссабоне, Португалия.

## Браки и потомки
В 1552 году Хуан вернулся в Гандию и женился первым браком на Лоренсе де Оньяс и Лойоле (? — 1575), 1-й сеньоре де ла Каса-де-Лойола, дочери Бельтрана де Оньяса де Лойолы, 10-го сеньора де ла Каса-де-Лойола, и Хуаны де Рекальде, внучатой племяннице Игнатия Лойолы. У пары родились следующие дети:
- Элеонора, вышедшая замуж за Педро де Борха
- Магдалена, вышедшая замуж за Джона Урбана
- Франциска, приняла монашество
- Хуана, приняла монашество.

После смерти первой жены в 1575 году он женился вторым браком на Франсиске де Арагон и Баррето (1525—1615), 1-й графине де Фикальо, дочери Нуньо Родригеса Баррето и Леонор де Милан. У пары родились следующие дети:
- Франсиско де Борха-и-Арагон (1581—1658), вице-король Перу
- Антонио де Борха-и-Арагон, принял духовный сан
- Родриго де Борха-и-Арагон, умер в младенчестве
- Карлос де Борха-и-Арагон, женившийся на герцогине Вильяэрмоса
- Фернандо де Борха-и-Арагон (1583—1665), вице-король Валенсии и Арагона.